# Сун (міра)
Сун (яп. 【寸】, すん) — японська міра вимірювання довжини.
- 1 сун = 10 бу = 0,1 шяку ≈ 3,03 см[1].

## Див.також
- Дюйм